# 紫纹卷瓣兰
紫纹卷瓣兰（学名：Bulbophyllum melanoglossum），为兰科石豆兰属下的一个变种，為台灣特有種。

## 变种
红斑石豆兰（学名：Bulbophyllum melanoglossum var. rubropunctatum）为兰科石豆兰属下的一个变种。本变种不同于原变种在于萼片密布不规则的暗红色斑点和短的条纹。
产于台湾（台中、花莲）。常生海拔900-1500米的山地林中树干上和沟谷岩石上。

## 扩展阅读
維基物種上的相關：紫纹卷瓣兰